# Oamaru
Oamaru (Ausspracheⓘ) ist eine Stadt im Waitaki District in der Region Otago auf der Südinsel von Neuseeland. Die Stadt ist Verwaltungssitz der Distriktverwaltung.

## Namensherkunft
Der Name Oamaru stammt aus der Māorisprache und bedeutet Platz des Maru. Die exakte Identität des „Maru“ ist nicht bekannt, weshalb darüber nur Vermutungen angestellt werden können. Der Ortsname ist ein Schibboleth: Der lokale südliche Dialekt der Māori ignoriert das erste A im Namen (AUH-muh-ROO). Māori mit dem nördlichen Dialekt neigen dazu, diese (korrekte) Aussprache als inkorrekt zu bezeichnen. Sie dehnen das A (o-UH-muh-ROO). So lässt sich anhand der Aussprache erkennen, ob eine Sprecherin oder ein Sprecher aus dem Norden oder dem Süden stammt.

## Geographie
Die Stadt liegt 80 km südlich von Timaru und 120 km nördlich von Dunedin an der Pazifikküste. Oamaru ist über das Tal des Waitaki River das östliche Tor zum Mackenzie-Becken.
Die meisten Straßen der Stadt sind nach englischen Flüssen benannt. Die Hauptstraße ist die Thames Street, weitere wichtige Straßen sind die Severn Street und die Tyne Street.

## Geschichte

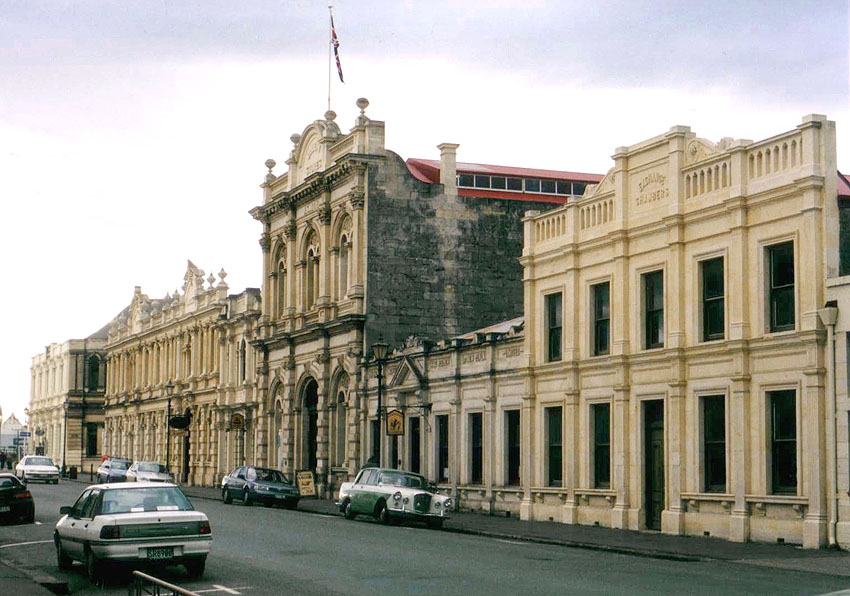
Der historische Stadtkern Oamarus
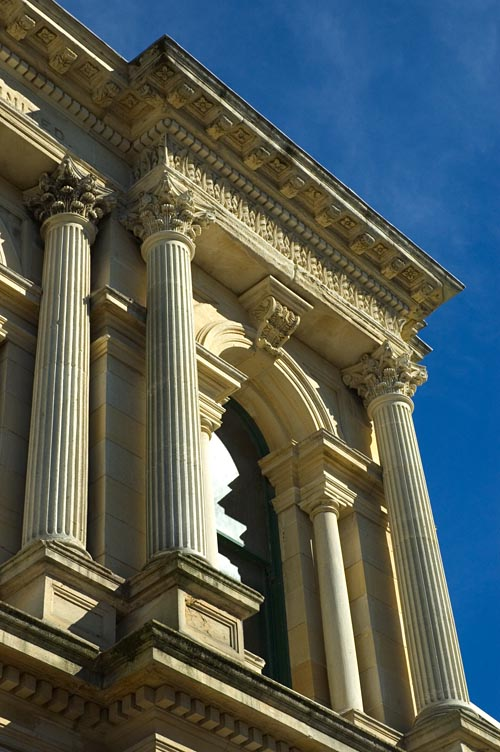
Detail eines klassizistischen Gebäudes aus dem typischen regionalen Kalkstein
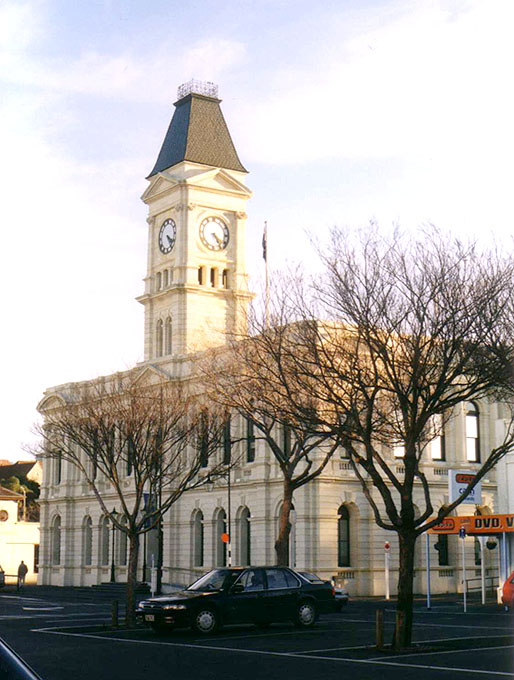
Waitaki District Council Building (ehemaliges Hauptpostamt)
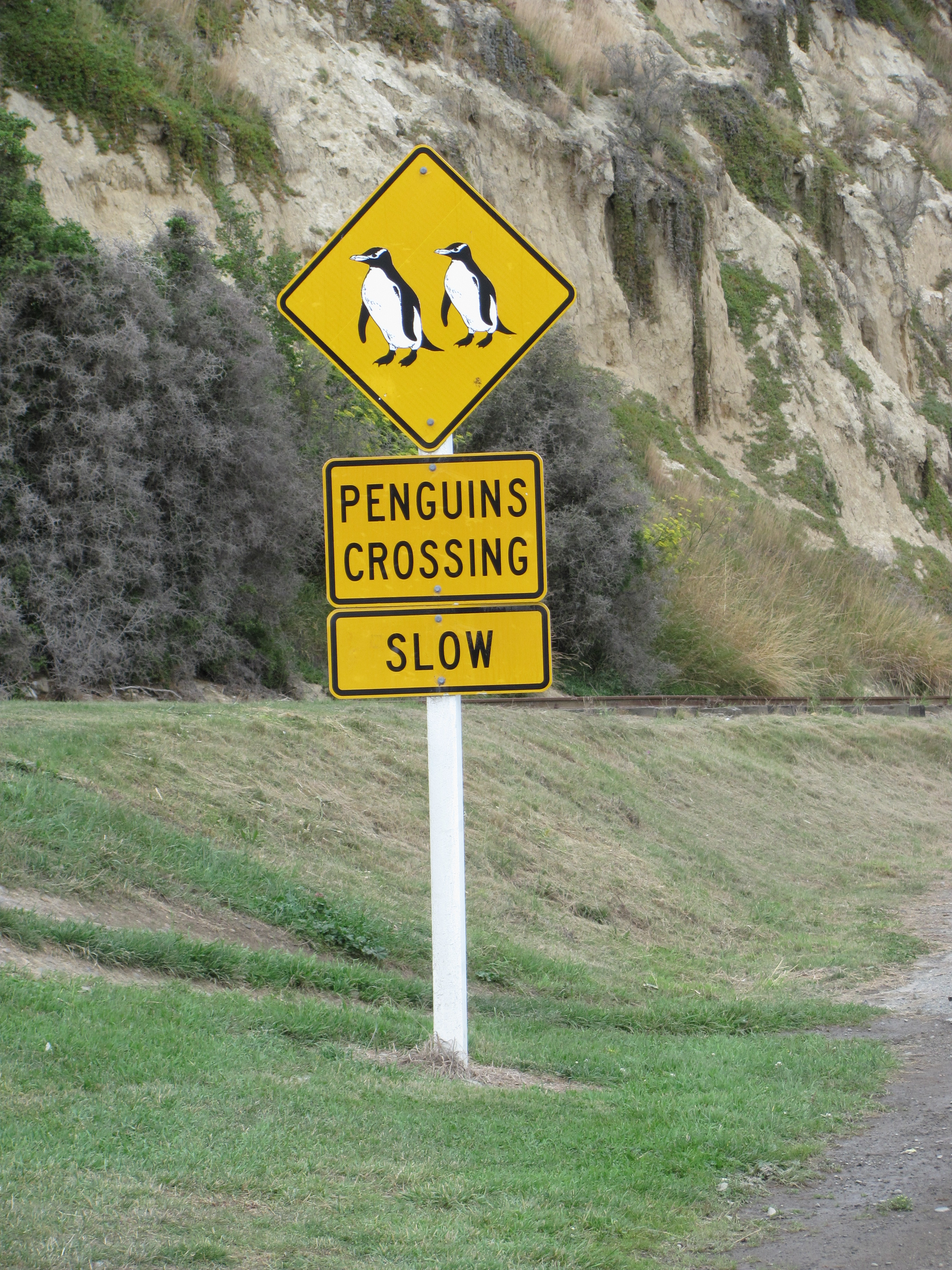
Vorsicht Pinguine!
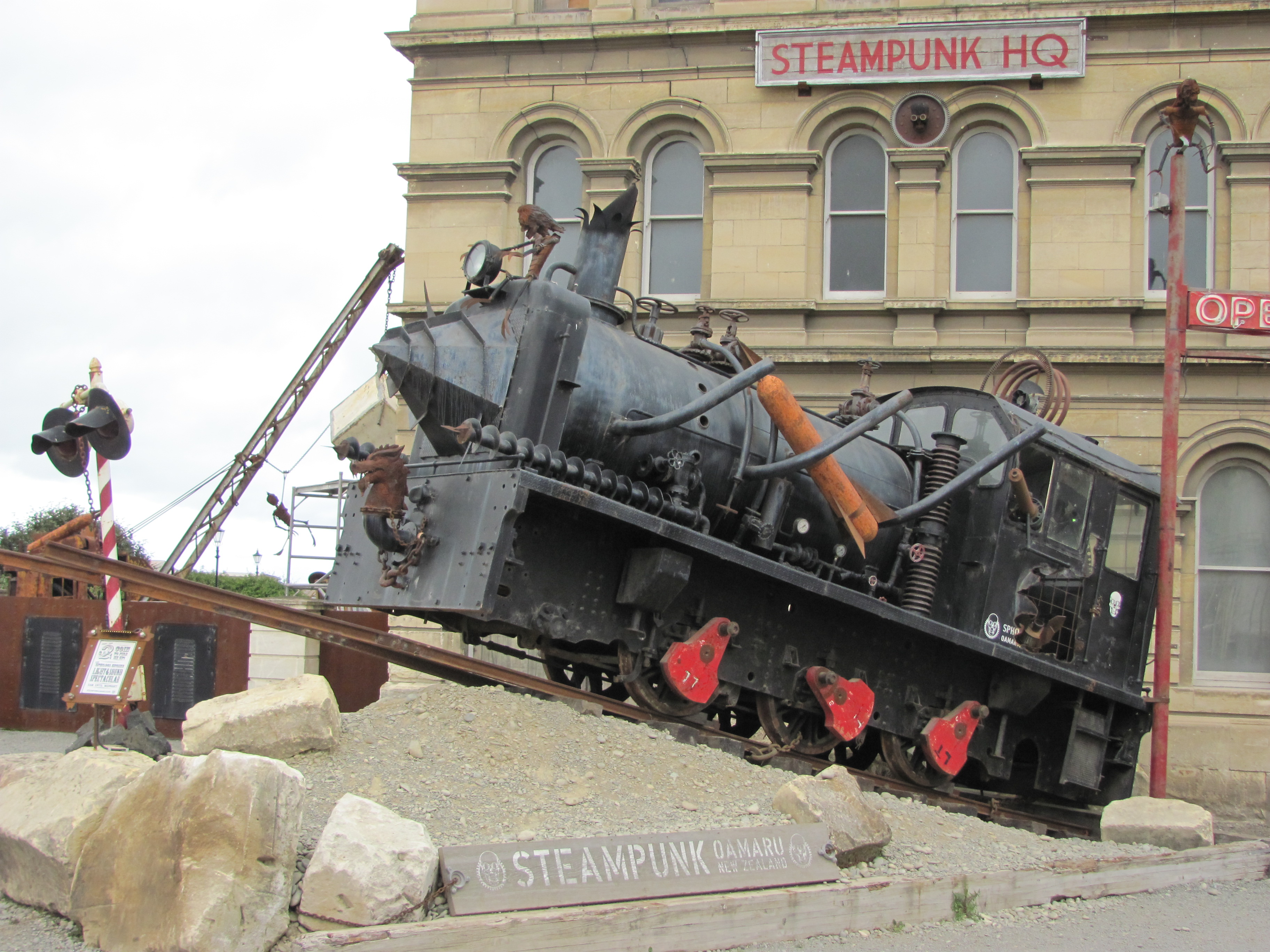
Steampunk – Kunstwerk im öffentlichen Raum
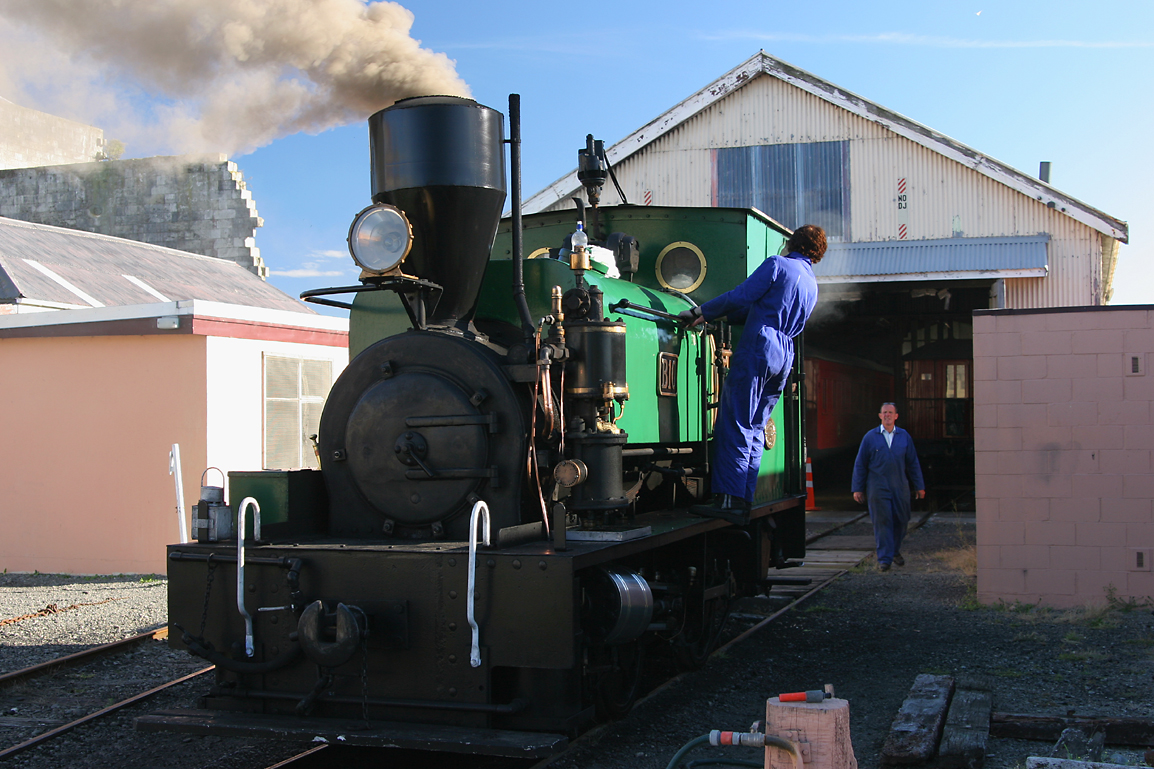
Oamaru Steam and Railway
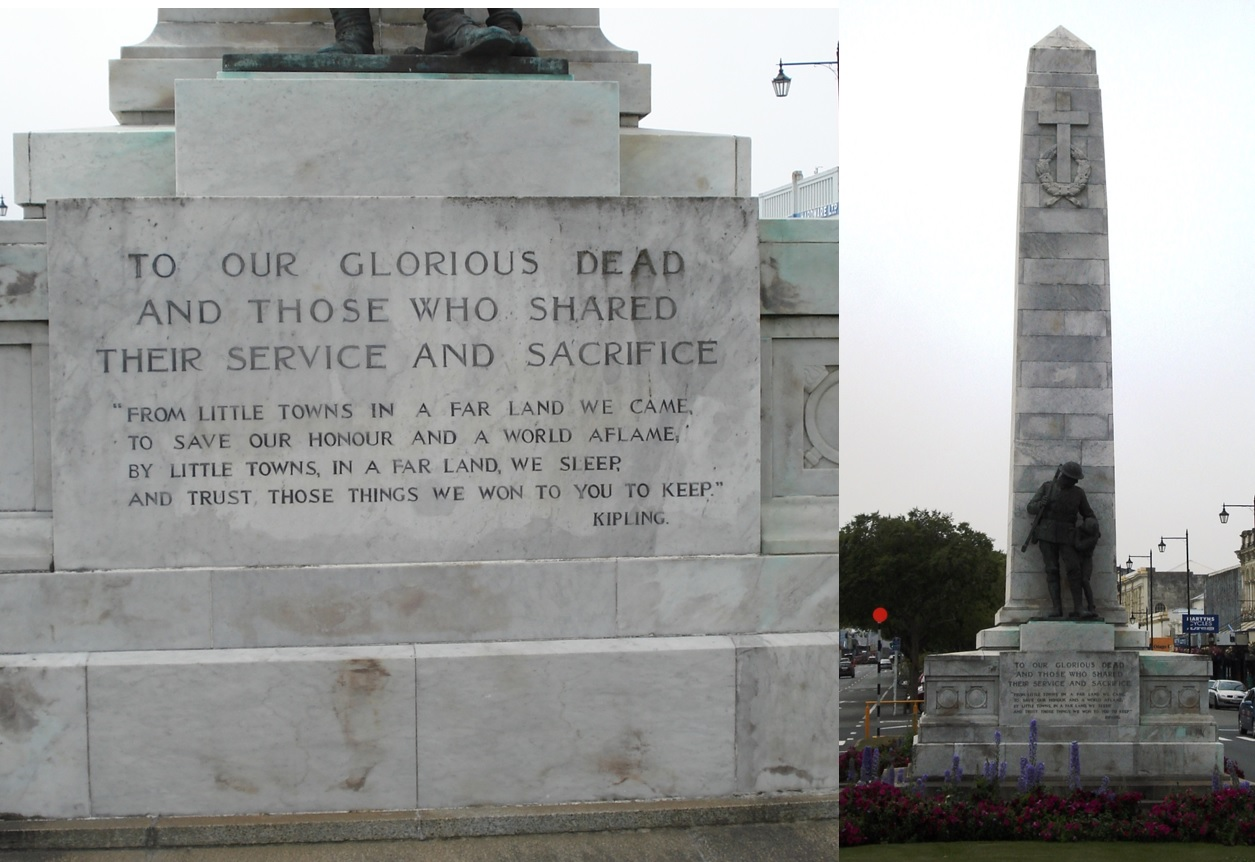
Denkmal mit Gedichtzeilen von Rudyard Kipling

Bedeutende archäologische Funde in der Umgebung Oamarus, besonders an der Mündung des Waitaki River, wo archaische Moa-Jäger um 1100 Spuren hinterließen, zeigen an, dass die Gegend schon damals besiedelt war.
Gemäß James Cooks Logbuch befand er sich am 20. Februar 1770 mit der Endeavour drei Kilometer von der Küste entfernt, ganz nah an der Mündung des Waitaki. Er hielt fest, dass das Land sehr eben sei und das hügelige Hinterland erst vier bis fünf Meilen landeinwärts beginne. Die Region erschien ihm sehr öde und zeigte keine Spur von Einwohnern. Er ankerte dort vier Tage.
Tatsächlich lebten in der Region Māori und ab 1814 siedelten vereinzelt Robbenjäger, die den Neuseeländischen Seebären jagten. Nachdem 1831 unter der Führung des Māori-Stammesführers Te Rauparaha ein Pā bei Kaiapoi nahe Christchurch gebrandschatzt wurde, zogen die Flüchtlinge südwärts und siedelten nahe Kakanui und im Gebiet zwischen Pukeuri und Waianakarua, einschließlich des Gebietes der heutigen Stadt Oamaru.
Edward Shortland besuchte von Waikouaiti aus 1844 die Region auf dem Landweg. Er fertigte eine Landkarte und hielt auch Oamaru kartographisch fest. Er war einer von mehreren Europäern, die in den 1840er Jahren die Region zu Fuß erkundeten. James Saunders wurde noch vor 1850 der erste europäische Regierungsvertreter des Distrikts, als er in diesem Gebiet siedelte, um mit den Māori an der Waitakimündung zu handeln.
In den 1850er Jahren kamen immer mehr europäische Siedler in die Gegend, darunter auch Hogh Robison, der 1853 am Oamaru River eine Hütte aus Grassoden baute. Der Standort wurde 1859 zur Stadt erklärt. Oamaru wuchs zum Zentrum für das landwirtschaftliche Hinterland zwischen den Kakanui Mountains und dem Waitaki River. Zudem gewann der Hafen in Cape Wanbrow zunehmend Bedeutung als Handels- und Fischereihafen.
Die Entwicklung der Gefrierfleischindustrie, die im nahe gelegenen Totara entstand, führte auch zum Aufschwung Oamarus. Institutionen wie das Athenaeum, die Waitaki Boys High School und die Waitaki Girls High School wurden gegründet. Der Ototara Limestone, ein örtlicher Kalkstein, eignet sich hervorragend zur Verarbeitung und so prägte der künstlerische Umgang der Handwerker mit dem Kalkstein das Stadtbild. Die Architektengemeinschaft Forrester & Lemon errichtete in dieser Zeit viele der öffentlichen Bauten und Bauwerke für Unternehmen im heutigen historischen Stadtkern. In der Zeit der 1880er-Jahre-Depression war Oamaru eine der schönsten und finanzstärksten Städte Australasiens und etwa gleich groß wie das damalige Los Angeles. Nachdem die wirtschaftliche Entwicklung abgeflaut war, wuchs die Bevölkerung dennoch bis in die 1970er Jahre weiter. Die Schließung des Hafens und der Stillstand der neuseeländischen Industrie trafen Oamaru sehr hart. Als Reaktion darauf besann sich Oamaru als eine der ersten neuseeländischen Städte auf sein architektonisches Erbe und dessen kommerziell-touristische Nutzung.
Seit dem Jahr 2000 ist die Stadt Namensgeberin für den Oamaru Peak, einen Gipfel auf Ross Island in der Antarktis.

## Infrastruktur

### Verwaltung
Die Stadt ist Verwaltungssitz des Waitaki District. Der historische Status, hinter Dunedin das zweitwichtigste Zentrum in der Region Otago zu sein, ist allerdings gefährdet, da die Bedeutung der Stadt Queenstown im zentralen Otago durch ihre Stellung im Tourismus stetig wächst.

### Verkehrsanbindung
Die Stadt liegt am New Zealand State Highway 1.
Oamaru liegt an der Bahnstrecke Lyttelton–Invercargill. Die Eisenbahn ging hier 1875 in Betrieb. Nachdem im Februar 2002 der Southerner eingestellt wurde, findet hier heute ausschließlich Güterverkehr statt.

### Medien
Einzige täglich erscheinende Tageszeitung der Stadt ist die Oamaru Mail. Oamaru Heritage Radio sendet auf FM und als Webradio.

## Sehenswürdigkeiten

### Historische Altstadt
Viele öffentliche Gebäude aus dem 19. Jahrhundert wurden aus dem hellen regional vorkommenden Kalkstein errichtet, der besonders nahe Winston abgebaut wurde. Die historische Innenstadt – es handelt sich nur um wenige Straßenzüge – weist eine nahezu geschlossene Bebauung aus viktorianischer Zeit auf und gilt als eine der beeindruckendsten historischen Gesamtanlagen Neuseelands. Dieser Stadtteil und das Hafenviertel stehen unter Denkmalschutz.
Eine öffentliche Galerie, die Forrester Galerie, wurde 1983 im ehemaligen neoklassizistischen Gebäude der Bank of New South Wales eröffnet. Auch andere Gebäude wurden restauriert. Ein Treuhandfonds wurde eingerichtet und die Restaurierungsarbeiten am historischen Hafenstadtteil vorangetrieben. Mit Beginn des 21. Jahrhunderts wurde das kulturelle Erbe zu einem wichtigen Wirtschaftsfaktor. Es wurde um historische Einrichtungen ergänzt, etwa die Museumseisenbahn der Oamaru Steam and Railway Society, die die Gleisanlage des ehemaligen Hafens nutzt. Künstler haben sich angesiedelt.
Aufgrund des hohen historischen Erhalts der Gebäude bewirbt sich die Stadt als Steampunk-Hauptstadt, in dem sie das viktorianische Ambiente um Elemente der Bewegung ergänzt und jährlich Fans anzieht.

### Pinguin-Kolonie
Im Bereich des Hafens lebt die Oamaru Blue Penguin Colony, eine Kolonie von Zwergpinguinen. Direkt südlich der Stadt befindet sich eine Kolonie Gelbaugenpinguine. Bis heute leben Pinguine vereinzelt auch unter einigen der strandnahen Schuppen. Nach Einbruch der Dunkelheit können sie auf dem Weg zu ihren Nestern beobachtet werden.

## Persönlichkeiten
- Des Thomson (* 1942), Radrennfahrer
- Heath Blackgrove (* 1980), Radrennfahrer
- Richie McCaw (* 1980), Rugby-Spieler